# Fürth
Fürth er en kredsfri tysk by i delstaten Bayern. Byens østlige del er i nyere tid vokset sammen med Nürnberg, med hvilken byen danner tvillingebyen Nürnberg-Fürth. De respektive bycentre ligger 7 km fra hinanden.